# 関本淳
関本 淳（せきもと あつし、1965年2月10日 - ）は、地方競馬の岩手県競馬組合・盛岡競馬場晴山厚司厩舎に所属していた元騎手。勝負服の柄は胴緑袖白、袖緑一本輪。東京都江戸川区出身。血液型はA型。上山と浦和に所属した元騎手関本秀幸は実弟。

## 来歴
上山競馬場所属の騎手としてデビュー、1982年4月17日初騎乗（コダママリー）、初勝利は同年5月16日（ヨシダキタカミ）。
デビュー3年目の月岡賞でオオミリーガルに騎乗して重賞初勝利。以後、上山の主力騎手として908勝を挙げた。上山競馬所属時代の公式ニックネームは「マジック関本兄」、マジシャンのような華麗な騎乗ぶりからつけられた。
2003年末、上山競馬の廃止に伴い岩手・盛岡の熊谷昇厩舎に移籍。移籍初年度の2004年からジュニアグランプリをウインクプレアで制するなど37勝の成績、2年目の2005年は重賞・特別競走の勝ちこそなかったものの、82勝と一気に勝ち数を伸ばした。
2006年には大井競馬の高橋三郎厩舎から騎乗依頼を受けたコアレスハンターで北上川大賞典を制覇するなど85勝。盛岡所属の騎手のエース格的な存在となっている。
2014年10月18日付けで熊谷昇調教師の引退に伴い晴山厚司厩舎に所属変更した。
2025年2月20日付けで騎手免許を返上し、騎手を引退した。
地方通算成績は21594戦2315勝（重賞33勝）、中央競馬8戦0勝。

## 主な騎乗馬
- オオミリーガル（1985年月岡賞）
- ニツシンプリオール（1989年菊花賞【上山】）
- スコアール（1991年こまくさ賞）
- ムラノタニカゼ（1992年こまくさ賞）
- エンゼルプリンセス（1993年いで湯賞）
- ワンダーランド（1993年みちのく賞）
- トミノスカレー（1996年花笠賞）
- ホマレキコーシ（1999年最上川賞）
- ツルマルダンサー（2001年東北ジュベナイルチャンピオン南部駒賞）
- ミルフィーユマリモ（2002年若草賞【上山】）
- スパートクロス（2002年ラ・フランス賞、2002年山形記念樹氷賞、2003年日本海記念）
- ウインクプレア（2004年ジュニアグランプリ）
- コアレスハンター（2006年北上川大賞典）
- ワタリシンセイキ（2008年若駒賞、南部駒賞、2009年金杯）
- コアレスレーサー（2011年一條記念みちのく大賞典）
- ライトマッスル（2012年、2013年OROターフスプリント）
- マイネルファルケ（2013年桂樹杯）
- プレイアンドリアル（2013年ジュニアグランプリ）
- オールドバルディー（2014年イーハトーブマイル）
- メジャーリーガー（2015年若鮎賞、若駒賞、南部駒賞）
- ナリタポセイドン（2016年北上川大賞典）
- ナムラバイオレット（2018年早池峰スーパースプリント）
- エムワンピーコ（2019年あやめ賞、ひまわり賞）
- ブラックバゴ（2020年岩手県知事杯OROカップ）
- エムワンハルコ（2021年サファイア賞）